# كأس الاتحاد الإنجليزي 1879–80
كأس الاتحاد الإنجليزي 1879–80 (بالإنجليزية: 1879–80 FA Cup)‏ هو الموسم 9 من  كأس الاتحاد الإنجليزي. أقيم بتاريخ 25 أكتوبر 1879، والذي يشرف على تنظيمه الاتحاد الإنجليزي لكرة القدم، وكان عدد الأندية المشاركة فيه  54، وفاز فيه Clapham Rovers F.C. ‏.